# Mitchel Bakker
Mitchel Bakker (* 20. Juni 2000 in Purmerend, Niederlande) ist ein niederländischer Fußballspieler. Er steht in Italien beim Erstligisten Atalanta Bergamo unter Vertrag und ist ehemaliger niederländischer Nachwuchsnationalspieler.

## Karriere

### Verein
Nachdem Bakker zuerst dem FC Purmerend beigetreten war, wurde er in die Nachwuchsakademie von Ajax Amsterdam aufgenommen. Im September 2016 erhielt er bei Ajax einen Vertrag mit einer Laufzeit bis zum 30. Juni 2019. Bis 2019 kam er sowohl für die zweite Mannschaft als auch für die A-Jugend (U19) des niederländischen Rekordmeisters zum Einsatz; für die zweite Mannschaft spielte Bakker in 37 Punktspielen. 
Zur Saison 2019/20 wechselte der Abwehrspieler zu Paris Saint-Germain und unterschrieb einen Vertrag mit einer Laufzeit bis 2023. Er hatte am 15. Februar 2020 im Spiel gegen den SC Amiens seinen einzigen Saisoneinsatz in der Liga und gewann am Ende der wegen der COVID-19-Pandemie vorzeitig abgebrochenen Saison mit der Mannschaft die Meisterschaft, außerdem den Pokalwettbewerb und den französischen Ligapokal. In der Saison 2020/21 hingegen kam Bakker regelmäßig zum Einsatz und absolvierte 26 Ligaspiele – PSG wurde Vizemeister – sowie 10 Spiele in der Champions League 2020/21, aus der PSG im Halbfinale ausschied. Mit der Mannschaft wurde er erneut Pokalsieger.
Zur Saison 2021/22 verpflichtete der deutsche Bundesligist Bayer 04 Leverkusen den Niederländer. Der Verein und Bakker einigten sich auf einen Vertrag mit einer Laufzeit über vier Spielzeiten bis Mitte 2025.
Im Sommer 2023 wechselte er nach Italien zu Atalanta Bergamo. Mit dem Verein gewann er am 22. Mai 2024 das Finale der UEFA Europa League gegen seinen ehemaligen Verein Bayer 04 Leverkusen. Die Saison 2024/25 verbrachte Bakker auf Leihbasis beim OSC Lille.

### Nationalmannschaft
Bakker spielte für die niederländische U15, die U16 und nahm mit der U17 an der Europameisterschaft 2017 in Kroatien teil, in der die Niederländer das Viertelfinale erreichten. Dabei kam Bakker in allen Partien zum Einsatz. Für diese Altersklasse spielte er in 14 Spielen. Nach sieben Partien für die U18 lief er seit September 2018 für die niederländische U19 auf und kam für diese Altersklasse zu sieben Einsätzen. Dabei verpasste er mit seiner Mannschaft die Qualifikation für die Europameisterschaft 2019. 
Von 2020 bis 2023 spielte Bakker für die U21, mit der er bei der Europameisterschaft 2021 im Halbfinale ausschied.

## Titel
International
- Europa-League-Sieger: 2024

Niederlande
- Pokalsieger: 2019

Frankreich
- Meister: 2020
- Pokalsieger: 2020,  2021
- Ligapokalsieger: 2020